# Italiaans Open 2014
Het Italiaans Open is een golftoernooi van de Europese PGA Tour. In 2014 werd het van 28-31 augustus gespeeld op de Royal Park I Roveri in Turijn. De baan wordt meestal La Mandria genoemd. 

Het prijzengeld is € 1.500.000, waarvan € 250.000 voor de winnaar bestemd is. Het toernooi werd gewonnen door de Zuid-Afrikaan Hennie Otto.

## Resultaten
| Speler             | R2D | OWGR | Ronde 1 | Ronde 1 | Nr   | Ronde 2 | Ronde 2 | Ronde 2 | Nr  | Ronde 3 | Ronde 3 | Ronde 3 | Nr  | Ronde 4 | Ronde 4 | Ronde 4 | Nr  |
| ------------------ | --- | ---- | ------- | ------- | ---- | ------- | ------- | ------- | --- | ------- | ------- | ------- | --- | ------- | ------- | ------- | --- |
| Hennie Otto        | 64  | 160  | 67      | -5      | T3   | 62      | -10     | -15     | 1   | 71      | -1      | -16     | 1   | 68      | -4      | -20     | 1   |
| David Howell       | 47  | 134  | 73      | +1      | T73  | 67      | -5      | -4      | T30 | 67      | -5      | -9      | T 7 | 63      | -9      | -18     | 2   |
| Stephen Gallacher  | 9   | 34   | 72      | par     | T66  | 65      | -7      | -7      | T9  | 69      | -3      | -10     | T7  | 63      | -9      | -17     | 3   |
| Richie Ramsay      | 97  | 201  | 67      | -5      | T 3  | 69      | -3      | -8      | T   | 66      | -6      | -14     | 2   | 70      | -2      | -16     | T4  |
| Joost Luiten       | 17  | 50   | 69      | -3      | T15  | 68      | -4      | -7      | T9  | 70      | -2      | -9      | T7  | 65      | -7      | -16     | T4  |
| Bernd Wiesberger   | 36  | 70   | 66      | -6      | T1   | 66      | -6      | -12     | 2   | 71      | -1      | -13     | 3   | 72      | par     | -13     | 6   |
| Francesco Molinari | 22  | 44   | 66      | -6      | T1   | 72      | par     | -6      | T15 | 69      | -3      | -9      | T7  | 72      | par     | -9      | T18 |
| Daan Huizing       | 134 | 236  | 69      | -3      | T15  | 71      | -1      | -4      | T30 | 69      | -3      | -7      | T20 | 72      | par     | -7      | T35 |
| Thomas Pieters     | 78  | 260  | 70      | -2      | T26  | 68      | -4      | -6      | T15 | 79      | +7      | +1      | 75  | 66      | -6      | -5      | T53 |
| Nicolas Colsaerts  | 115 | 184  | 73      | +1      | T82  | 70      | -2      | -1      | MC  |         |         |         |     |         |         |         |     |
| Robert-Jan Derksen | 83  | 197  | 74      | +2      | T103 | 72      | par     | +2      | MC  |         |         |         |     |         |         |         |     |
| Pierre Relecom     | 300 | 529  | 75      | +3      | T122 | 73      | +1      | +4      | MC  |         |         |         |     |         |         |         |     |

| Leider |  | Toernooirecord |  | R2D |  | OWGR = wereldranglijst |  | MC = missed cut = cut gemist |  | WD = withdrawn = teruggetrokken |

 South African Open Championship ·
 Alfred Dunhill Championship ·
 Nedbank Golf Challenge ·
 Hong Kong Open ·
 Nelson Mandela Championship ·
 Volvo Golf Champions ·
 Abu Dhabi Golf Championship ·
 Commercialbank Qatar Masters ·
 Dubai Desert Classic ·
 Joburg Open ·
 Africa Open ·
 WGC-Accenture Match Play Championship ·
 Tshwane Open ·
 WGC-Cadillac Championship ·
 Trophée Hassan II ·
 EurAsia Cup ·
 NH Collection Open ·
 The Masters ·
 Maybank Malaysian Open ·
 Volvo China Open ·
 The Championship at Laguna National ·
 Madeira Islands Open ·
 Open de España ·
 BMW PGA Championship ·
 Nordea Masters ·
 Lyoness Open ·
 US Open ·
 Iers Open ·
 BMW International Open ·
 Open de France ·
 Scottish Open ·
 The Open Championship ·
 M2M Russian Open ·
 WGC-Bridgestone Invitational ·
 US PGA Championship ·
 Made in Denmark ·
 D+D Real Czech Masters ·
 Italiaans Open ·
 European Masters ·
 KLM Open ·
 Wales Open ·
 Ryder Cup ·
 Alfred Dunhill Links Championship ·
 Portugal Masters ·
 Volvo World Match Play Championship ·
 Perth International ·
 BMW Masters ·
 WGC-HSBC Champions ·
 Turks Open ·
 Dubai World Championship